# Ла Карневала (Парма)
Ла Карневала је насеље у Италији у округу Парма, региону Емилија-Ромања.
Према процени из 2011. у насељу је живело 91 становника. Насеље се налази на надморској висини од 125 м.